# جينغشي
جينغشي (بالصينية: 靖西市) هي مدينة من مدن الصين. يبلغ عدد سكانها 629,800 نسمة حسب إحصائيات سنة 2011. يبلغ ارتفاع المدينة عن سطح البحر قرابة 748 متر. تبلغ مساحتها 3322 كم².

## وصلات خارجية
- الموقع الرسمي